# Trioxiphus luluensis
Trioxiphus luluensis är en insektsart som beskrevs av Capener 1954. Trioxiphus luluensis ingår i släktet Trioxiphus och familjen hornstritar. Inga underarter finns listade i Catalogue of Life.